# Гурна
Гурна (пол. Górna) — до 31 грудня 1992 року район міста Лодзь, що охоплював його південну частину, площею 71,9 км², де проживало приблизно 160 000 осіб.
Заснований у 1960 році, південний район міста (раніше район Хойни та Руди, або Південь) був названий на честь головної ринкової площі району, раніше відомої як Ринок Гурни (нині площа Реймонта). Формально він припинив своє існування з 1992 року.

## Історія

1. Балути
2. Відзев
3. Середмістя
4. Полісся
5. Гурна

Деякі назви сучасних поселень у Гурній, такі як Коморзники (нині Коморники), Домброва, вже згадуються в листі 1332 року.
На початку XV століття, коли Лодзь розвивалася як місто, навколо неї розташовувалися села. Руда Хоцяновицька (Паб'яничка) та Хахула Млин, серед інших, мають довгу історію, що сягає кінця XIV століття (1398). Село Рокіце, розташоване в долині річки Ясень, датується 1411 роком. З часом вздовж річки було засновано 28 ферм та великий млин. Перші згадки про Хойни Великі та Хойни Малі датуються 1469 роком, коли обидва села нібито були включені до складу Жгівської парафії.